# La Argentina (1828)
La goleta La Argentina fue un buque de la Armada Argentina partícipe de la Guerra del Brasil.

## Historia
La goleta francesa Hydre, con matrícula de Nantes arribó al puerto de Buenos Aires en junio de 1828, al mando del capitán Bunon y con carga consignada a Braulio Méndez. Fue adquirida por el estado el 20 de junio de ese año con fondos provenientes de una suscripción pública encabezada por el comandante de la escuadra republicana Guillermo Brown.
Izó el pabellón argentino el 9 de julio y terminado su alistamiento en el Arsenal de Barracas, el 14 de agosto al mando de Guillermo Enrique Granville zarpó en corso junto al bergantín General Rondeau. 
Tras regresar a Buenos Aires se reparó y pasó a desarme en Barracas. Durante el ataque del almirante francés Venancourt del 21 de mayo de 1829 los seis hombres de su tripulación que se hallaban a bordo repelieron el ataque con uno de sus cañones hasta que los franceses la incendiaron.
Venancourt adujo que el ataque efectuado por sorpresa y en tiempo de paz sobre naves desmovilizadas y con tripulación reducida, obedecía a órdenes directas de su superior el vicealmirante barón de Roussin y a pedido del cónsul francés en Buenos Aires Washington Mendeville, en razón del "insulto hecho al pabellón del Rey mi señor, como también al mal tratamiento de sus súbditos".
El 28 de mayo de 1829 los franceses ofrecieron extraer el casco incendiado pero no obtuvieron respuesta del gobierno. En 1832 sus restos aún servían de boya al tráfico fluvial.